# 오스발트 프라이슬러
오스발트 프라이슬러(독일어: Oswald Freisler, 1895년 12월 29일 ~ 1939년 3월 4일)는 나치 독일의 변호사였으며, 롤란트 프라이슬러의 동생으로 오스발트가 사망한 후 인민법원 판사가 되었다.

## 참고 문헌
- Gert Buchheit. Richter in roter Robe. Freisler, Präsident des Volksgerichtshofes. München: List, 1968; pp. 12-13, 276-278
- Short biography in: Werner Schubert, Werner Schmid, Jürgen Regge. Akademie für deutsches Recht, 1933-1945: Protokolle der Ausschüsse; Band 3, Familienrechtsausschuss, p. 43